# Wenn ich ein Vöglein wär

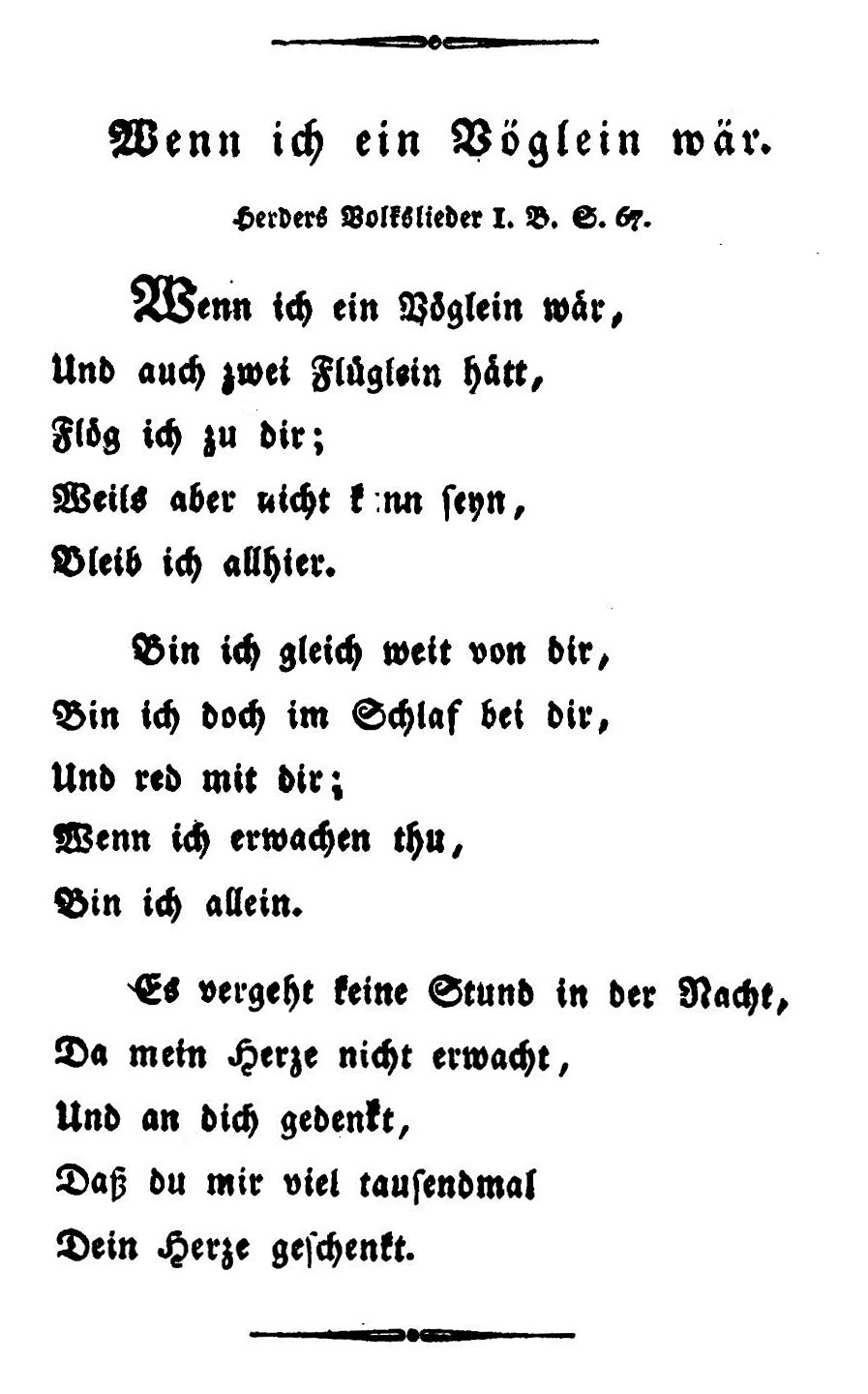
Wenn ich ein Vöglein wär in der Sammlung Des Knaben Wunderhorn, 1806

Wenn ich ein Vöglein wär ist ein bekanntes deutsches Volkslied, dessen Text in der heute bekanntesten Fassung von Johann Gottfried Herder stammt.

## Inhalt
Die Melodieⓘ des Liedes erschien erstmals in Johann Friedrich Reichardts Liederspiel Lieb’ und Treue im Jahr 1800; sie wird dort als Schweizervolkslied bezeichnet. Herders Text ist erstmals in seiner Sammlung Volkslieder (1778/79) veröffentlicht. Eine frühere Fassung des Textes ist bereits in einer Liedflugschrift aus dem Jahr 1756 enthalten; eine Schweizer Herkunft des Liedes ist wahrscheinlich.
Das Lied, das die Sehnsucht eines Menschen ausdrückt, dessen Gedanken ständig um die abwesende geliebte Person kreisen, wurde im 19. Jahrhundert breit rezipiert. Viele Gebrauchsliederbücher publizierten es in der dreistrophigen Textfassung Herders, die 1806 in die Sammlung Des Knaben Wunderhorn übernommen worden war. Literarisch haben sich bereits Heinrich Heine in seinem Gedicht Ich steh auf des Berges Spitze (1823) und Joseph von Eichendorff in Aus dem Leben eines Taugenichts (1826, Kap. 7) auf das Lied bezogen. Daneben kursierten stark abweichende textliche und melodische Varianten, etwa in Franz Wilhelm von Ditfurths Sammlung Fränkische Volkslieder von 1855. Neu vertont haben den Herderschen Text Carl Maria von Weber, Robert Schumann, Clara Schumann, Adolf Jensen und Ferdinand Hiller.
Das Lied erfuhr zahlreiche Bearbeitungen, musikalisch ernsthaft (z. B. von Hermann Josef Nellessen) wie humorvoll-literarisch (z. B. von Joachim Ringelnatz und Heinz Erhardt) oder gar als Installation im öffentlichen Raum (Christian Rösner). Im 20. Jahrhundert wurde es häufig in Gebrauchsliederbüchern veröffentlicht, als Postkartenmotiv verwendet und in zahlreichen Versionen auf Tonträgern verbreitet. Kompositorisch verwendet hat das Lied André Previn im dritten Satz seines 1999–2001 entstandenen Violinkonzertes "Anne-Sophie", das er seiner späteren Frau Anne-Sophie Mutter zum Verlobungsgeschenk machte.

## Text
1. Strophe

Wenn ich ein Vöglein wär

und auch zwei Flüglein hätt,

flög ich zu dir.

Weil’s aber nicht kann sein,

bleib ich allhier.

2. Strophe

Bin ich gleich weit von dir,

bin ich doch im Schlaf bei dir

und red mit dir.

Wenn ich erwachen tu,

bin ich allein.

3. Strophe

Es vergeht kein Stund in der Nacht,

da nicht mein Herz erwacht

und an dich denkt,

dass du mir tausendmal

dein Herz geschenkt.